# Exeland (Wisconsin)
Exeland es una villa ubicada en el condado de Sawyer en el estado estadounidense de Wisconsin. En el Censo de 2010 tenía una población de 196 habitantes y una densidad poblacional de 67,63 personas por km².

## Geografía
Exeland se encuentra ubicada en las coordenadas 45°40′3″N 91°14′29″O / 45.66750, -91.24139. Según la Oficina del Censo de los Estados Unidos, Exeland tiene una superficie total de 2.9 km², de la cual 2.87 km² corresponden a tierra firme y (1.07%) 0.03 km² es agua.

## Demografía
Según el censo de 2010, había 196 personas residiendo en Exeland. La densidad de población era de 67,63 hab./km². De los 196 habitantes, Exeland estaba compuesto por el 90.31% blancos, el 0.51% eran afroamericanos, el 1.02% eran amerindios, el 0.51% eran asiáticos, el 0% eran isleños del Pacífico, el 1.02% eran de otras razas y el 6.63% pertenecían a dos o más razas. Del total de la población el 1.02% eran hispanos o latinos de cualquier raza.